# Assedio di Dura Europos (256)
L'assedio di Dura Europos del 256 costituì la fase finale della seconda campagna militare di Sapore I contro le armate romane del cosiddetto limes orientale.

## Contesto storico
In un periodo compreso tra l'impero di Filippo l'Arabo e di Treboniano Gallo (251-253) i Sasanidi tornarono ad impossessarsi dell'Armenia, uccidendone il sovrano regnante ed espellendone il figlio (252). Verso la fine di quest'anno o di quello successivo, Sapore I riprese una violenta offensiva contro le province orientali dell'impero romano. Le truppe persiane occuparono numerose città della provincia di Mesopotamia (compresa la stessa Nisibis), poi si spinsero in Cappadocia, Licaonia e Siria, dove batterono l'esercito romano accorrente a Barbalissos e si impossessarono della stessa Antiochia (caduta forse per il tradimento di un certo Mariade), dove ne distrussero numerosi edifici, razziarono un ingente bottino e trascinarono con sé numerosi prigionieri (253).

## Assedio
Ancora nel 256 gli eserciti di Sapore I, sottraevano importanti roccaforti al dominio romano in Siria, tra cui Dura Europos che questa volta, dopo una strenua resistenza fu definitivamente distrutta insieme all'intera guarnigione romana.
Si racconta che nel corso dell'assedio e successiva caduta di Dura Europos del 256, i Sasanidi furono abili a costruire un tunnel sotto le mura cittadine, che permisero loro di introdursi di notte ed occupare la città. La guarnigione romana, formata da 2 000 armati, tra cui una vexillatio della legio IIII Scythica e la cohors XX Palmyrenorum sagittariorum equitata era riuscita a sacrificare la strada interna che costeggiava questo lato di mura oltre ai vicini edifici, con il riempimento di quest'area attraverso le macerie dei vicini edifici abbattuti, al fine di rafforzare la base delle mura contro i possibili attacchi persiani da sotto terra.
I Romani avevano proceduto, inoltre, con la costruzione di un cumulo di terra all'esterno delle mura, formando così uno spalto, sigillato con mattoni di fango per evitarne l'erosione, lungo il lato occidentale che aveva il suo centro nella porta palmirena (ingresso principale alla città di Dura Europos). Ciò però non fu evidentemente sufficiente a impedire l'attacco finale sasanide. Sebbene nessuna fonte racconti in modo dettagliato questo terribile assedio, durato alcuni mesi, rimangono a testimonianza i numerosi scavi archeologici effettuati in loco.
Gli scavi archeologici hanno evidenziato numerosi tentativi di sfondamento da parte degli ingegneri di Sapore I: 
- questi ultimi, infatti, cominciarono a scavare sotto la cosiddetta torre n. 19, due torri a nord della porta palmirena. E quando i Romani vennero a conoscenza della minaccia, provarono a scavare anch'essi quale contromisura una mina parallela, con l'obiettivo di attaccare i Persiani prima che potessero completare il loro lavoro. Ma i Persiani, accortisi di questa astuzia romana, respinsero l'attacco romano. I difensori della città, vedendo la fuga dei loro soldati dal tunnel romano, riuscirono a bloccarne l'uscita rapidamente, lasciando quelli che si erano attardati a fuggire intrappolati all'interno, dove morirono (a testimonianza dell'evento, le monete di questi soldati romani, trovati lungo questo tunnel).
- Ancora i Persiani attaccarono la torre n. 14, la più meridionale lungo la parete occidentale. Essa si affacciava su un burrone profondo, nella parte meridionale della città. Questa volta la mina dei persiani ebbe in parte successo, poiché se da un lato essa causò il crollo della torre in oggetto e di parte delle mura adiacenti, non riuscì a sfondare in modo definitivo le difese romane, che avevano adottato la contromisura romana di rafforzare la base delle mura all'inizio dell'assedio.
- Questo nuovo insuccesso non scoraggiò i Persiani, i quali tentarono un terzo approccio per entrare in città. Fu costruita infatti una rampa, che doveva attaccare nuovamente la torre n. 14. E se i Romani tentarono disperatamente di fermare il progresso della rampa, contemporaneamente i Persiani costruirono un nuovo tunnel sotterraneo, che permettesse loro di condurre le armate persiane al di là delle mura romane, in fila per quattro. Alla fine i Sasanidi riuscirono a penetrare a Dura sia grazie alla rampa sia grazie allo scavo del tunnel.
- Vi è da aggiungere che proprio in questa occasione, le indagini moderne hanno riscontrato prove che i persiani utilizzarono "gas velenosi" a Dura Europos, contro i difensori romani durante l'assedio. Sono stati infatti messi in luce i resti di 20 soldati romani ai piedi delle mura della città, i quali, secondo un archeologo dell'Università di Leicester, sembrano essere stati "contagiati" da gas velenosi in seguito all'accensione di bitume combinato con cristalli di zolfo, utilizzati probabilmente lungo il tunnel sotterraneo scavato dai sasanidi dove poteva sprigionare maggiormente i suoi effetti. I soldati romani che avevano così costruito un tunnel parallelo, si trovarono imprigionati quando le forze sasanidi rilasciarono il gas contro i Romani. Un solo soldato sasanide fu scoperto tra i corpi romani, tanto da farlo ritenere il responsabile del rilascio dei gas velenosi, prima che lui stesso perisse a causa dei fumi venefici.[17][18]

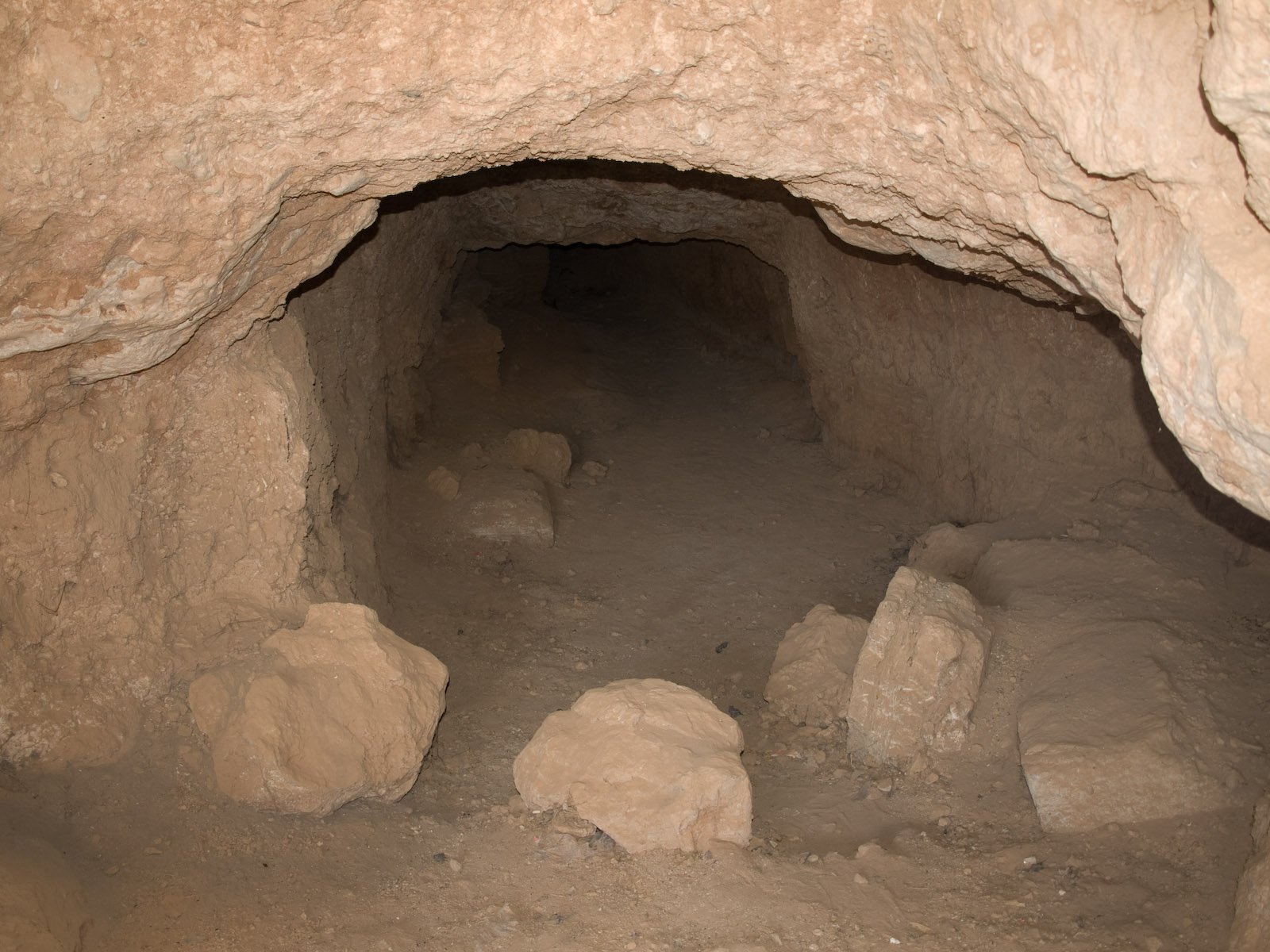
Il tunnel scavato dai Sasanidi nel corso dell'assedio del 256.
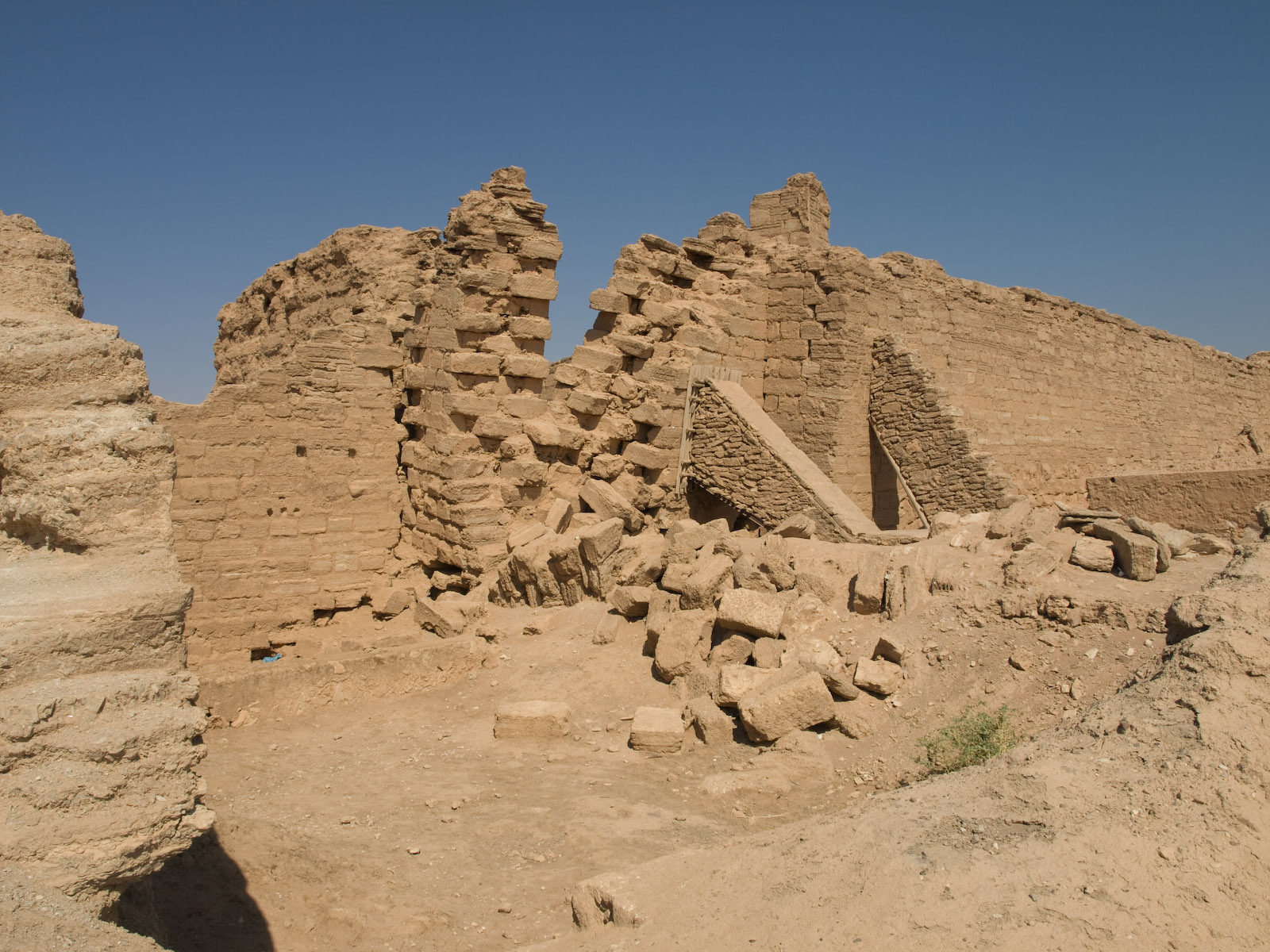
Le mura collassate durante l'assedio.
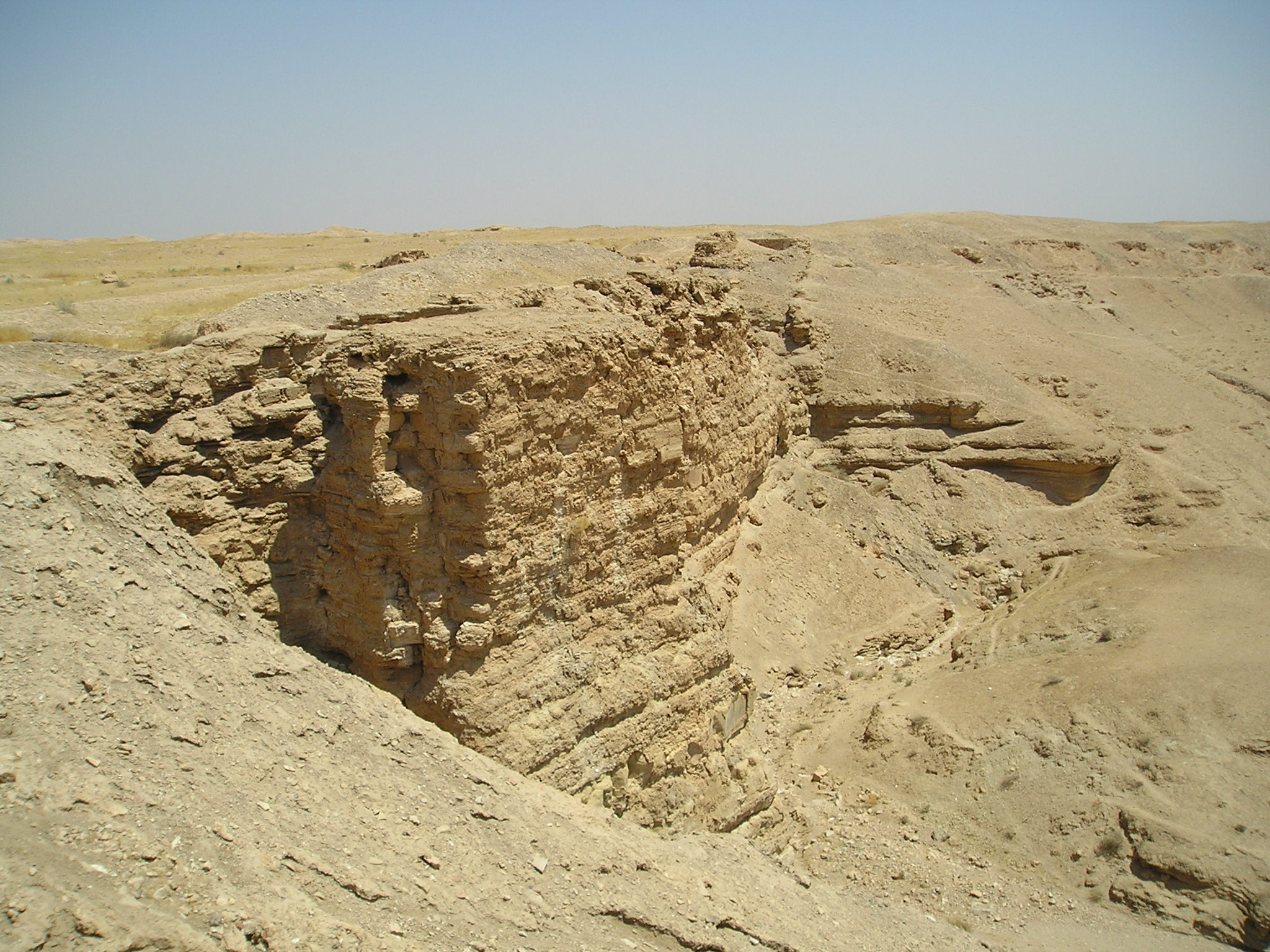
Il lato meridionale delle mura di Dura Europos, lungo un profondo wuadi, da dove fu condotto un nuovo assalto sasanide.
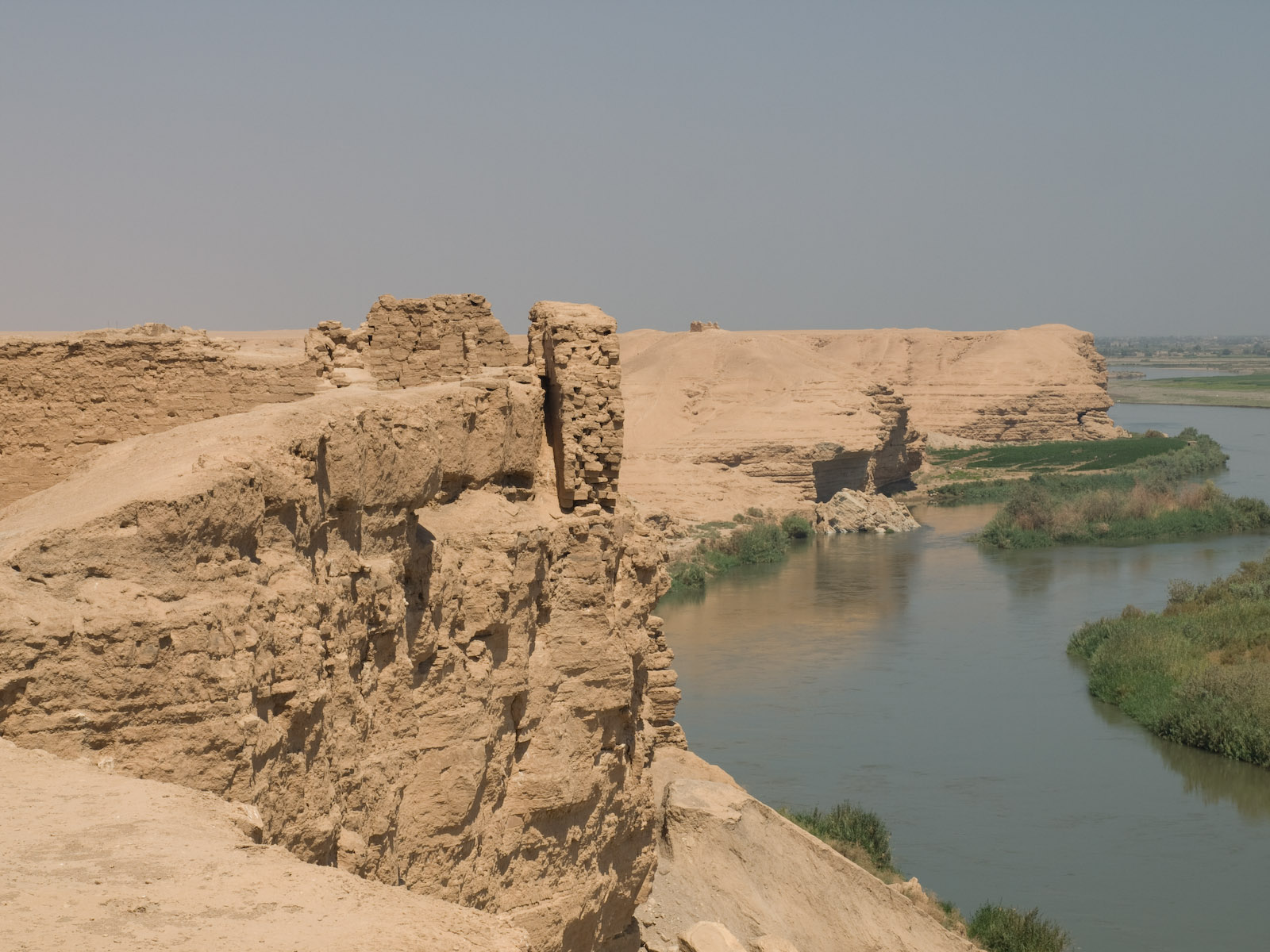
La cittadella di Dura Europos
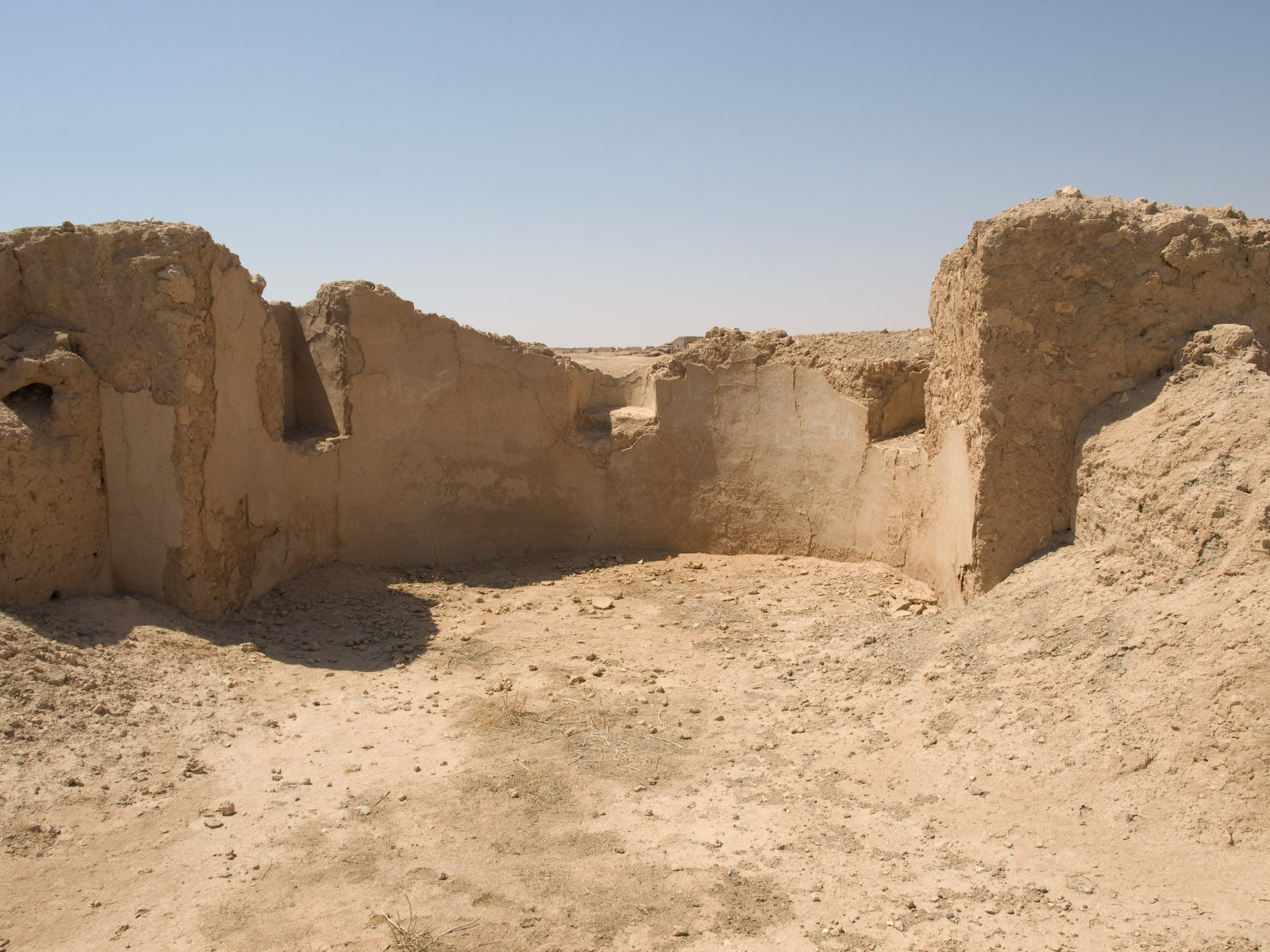
Il palazzo del Dux ripae (1)
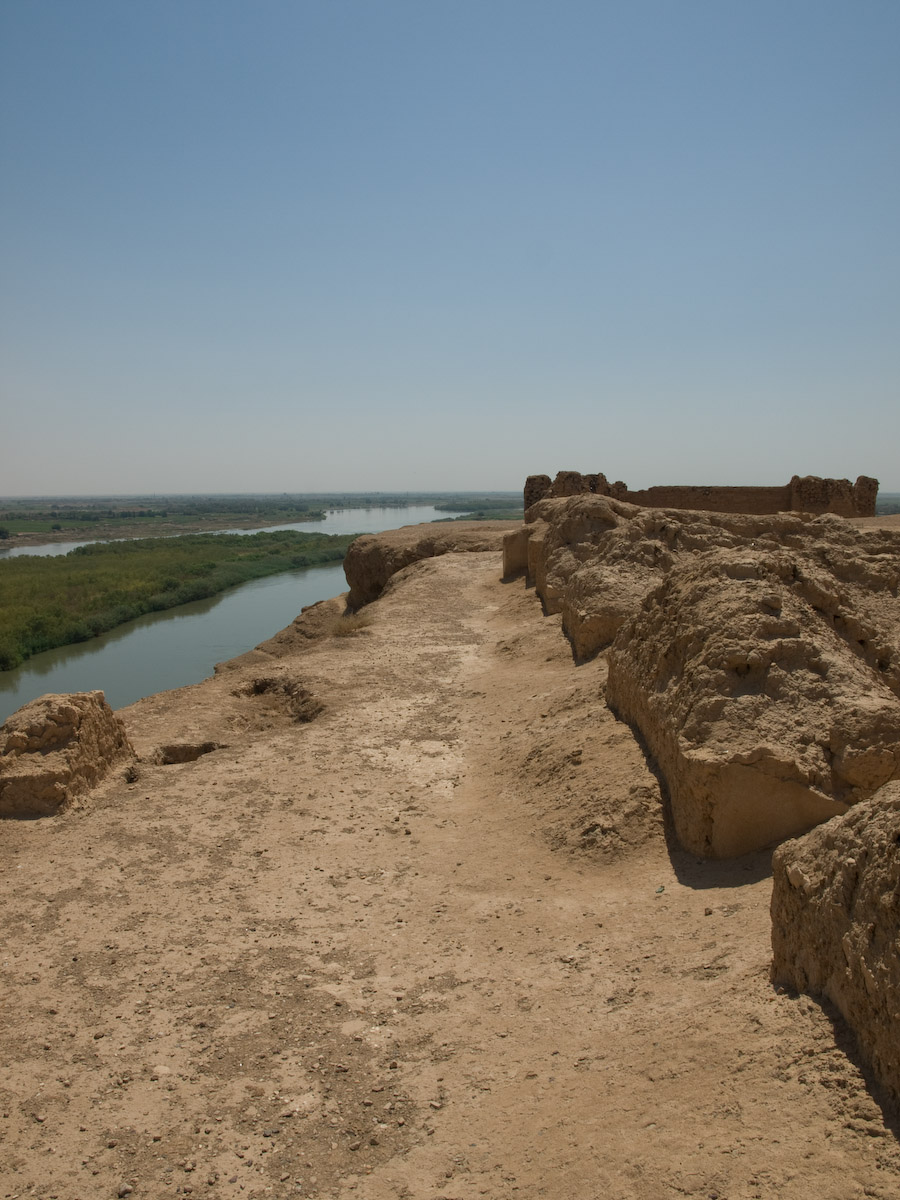
Il palazzo del Dux ripae (2)
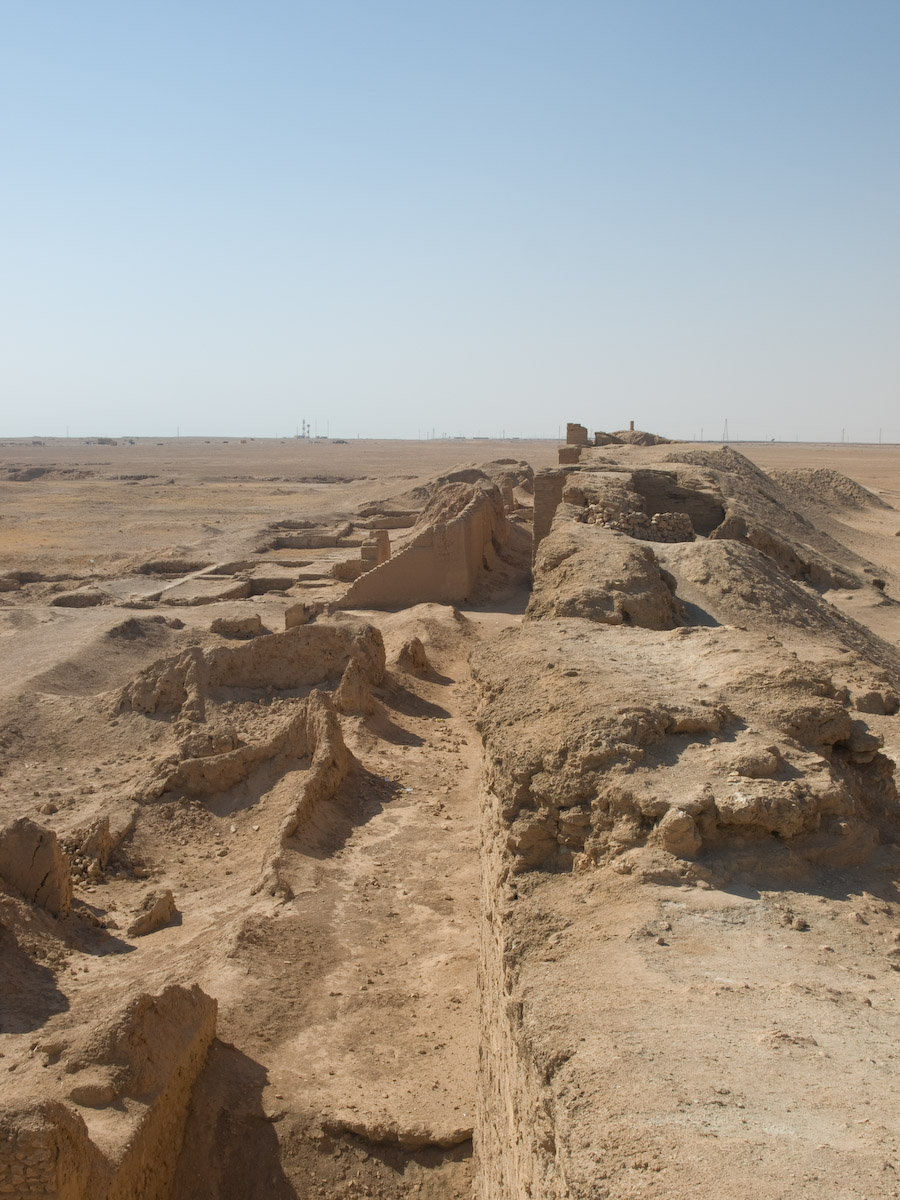
Le mura occidentali nei pressi della casa-chiesa cristiana, poco a sud della "porta palmirena"
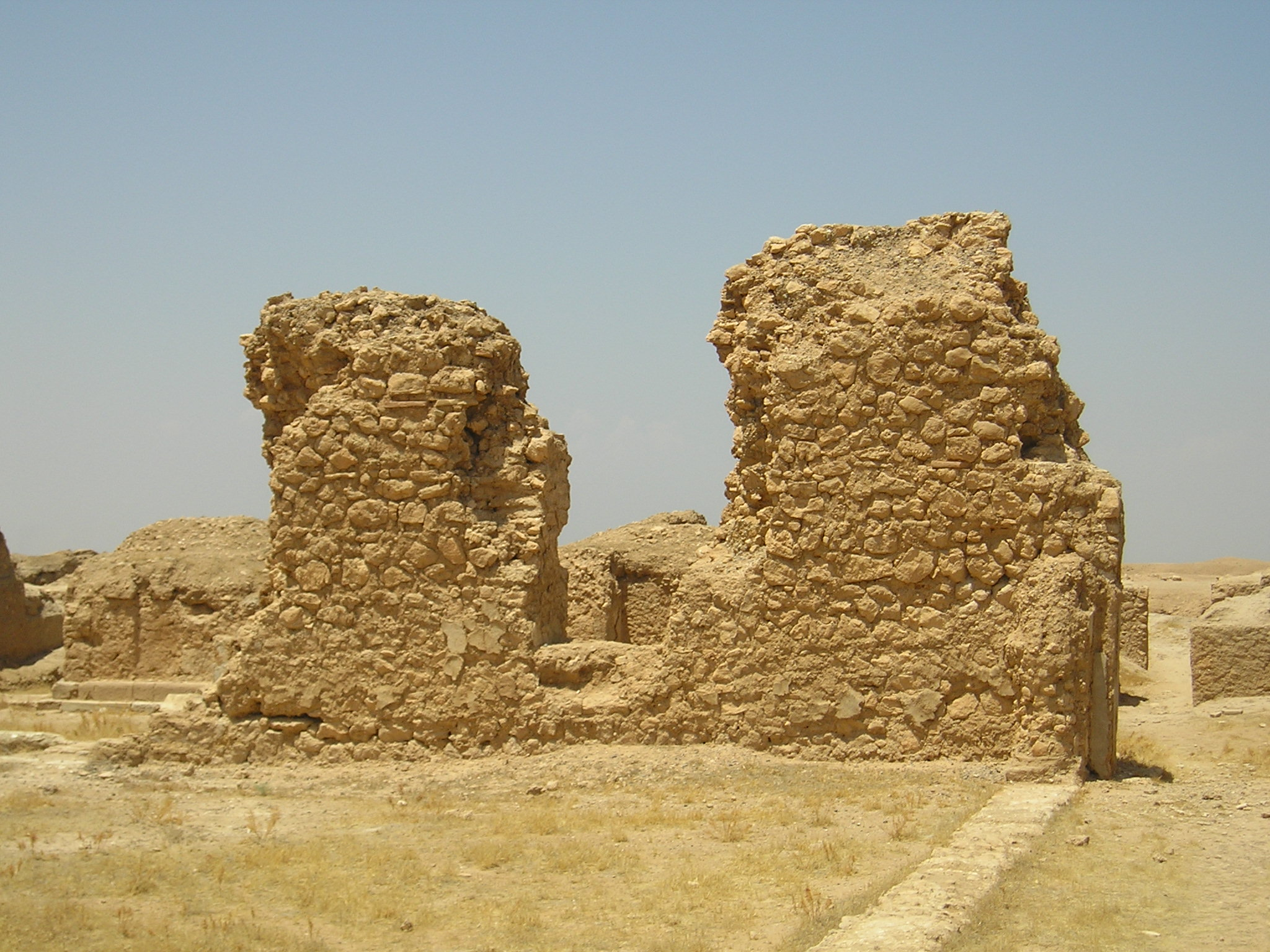
Il praetorium romano, centro amministrativo militare

## Conseguenze

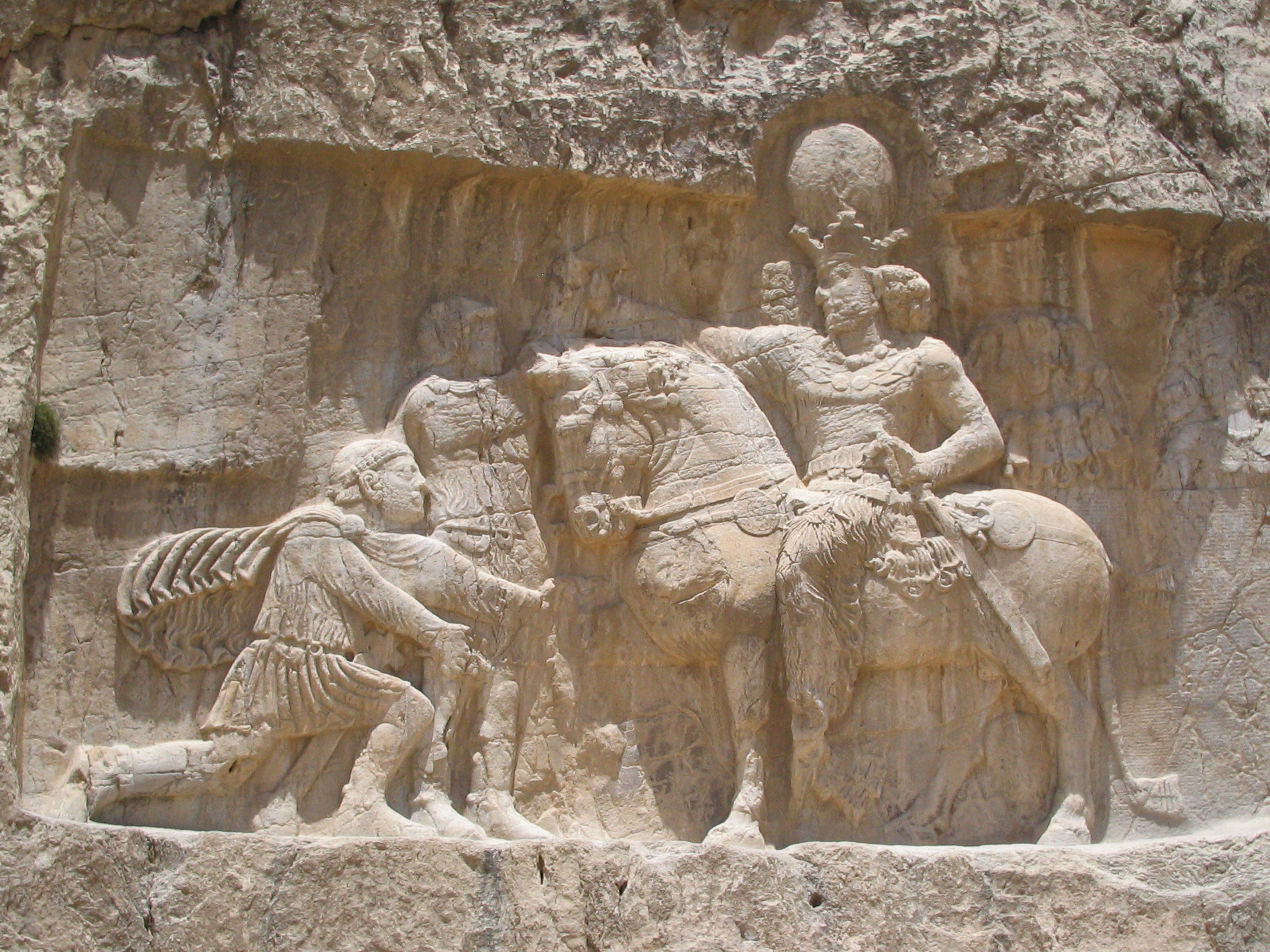
Rilievo sasanide a Naqsh-e Rustam raffigurante Sapore I che tiene prigioniero Valeriano e riceve l'omaggio di Filippo l'Arabo, inginocchiato davanti al sovrano sasanide.

Quasi tutti i difensori romani della città di Dura Europos sopravvissuti, furono condotti a Ctesifonte e venduti come schiavi. La città fu saccheggiata al punto che non fu mai ricostruita. La successiva offensiva romana vide le armate di Valeriano recuperare parte dei territori perduti con buoni risultati contro le armate sasanidi, fino a tutto il 259. Sembra infatti che già nella primavera del 257 i Romani ebbero la meglio sui Persiani presso Circesium.
Valeriano, giunto a difendere Edessa dall'assedio persiano, dove i Romani avevano avuto notevoli perdite anche a causa di una pestilenza dilagante, e recatosi ad un incontro con il re persiano, sembra secondo fonti romane, fu fatto prigioniero a tradimento nell'aprile-maggio del 260.
(Zosimo, Storia nuova, I, 36.2.)
Secondo invece la fonte ufficiale persiana delle Res gestae divi Saporis:
(Res gestae divi Saporis, riga 24-25 da The American journal of Semitic languages and literatures, University of Chicago, 1940, vol.57-58, p.379.)
La cattura di Valeriano da parte dei Persiani lasciò l'Oriente romano alla mercé di Sapore I, il quale condusse una nuova offensiva dal suo quartier generale di Nisibis riuscendo ad occupare i territori romani fino a Tarso (in Cilicia), Antiochia (in Siria) e Cesarea (in Cappadocia), compresa l'intera provincia romana di Mesopotamia.
(Res gestae divi Saporis, riga 25-26, da The American journal of Semitic languages and literatures, University of Chicago, 1940, vol.57-58, p.379.)